# Амос Бівот
Амос Кіпвебок Бівот (англ. Amos Kipwabok Biwott; 8 вересня 1947) — кенійський легкоатлет, що спеціалізувався з бігу на 3000 метрів з перешкодами. Олімпійський чемпіон.

## Життєпис
На літніх Олімпійських іграх 1968 року в Мехіко (Мексика) виборов золоту олімпійську медаль, тим самим започаткувавши панування кенійських спортсменів у цій дисципліні. У подальшому його кар'єра повільно пішла донизу: на літніх Олімпійських іграх 1972 року в Мюнхені (ФРН) він був шостим.
Також двічі брав участь в Іграх Британської Співдружності: 1970 року в Единбурзі (Шотландія) виборов бронзу, а 1974 року у Крайстчерч (Нова Зеландія) був лише восьмим, після чого закінчив спортивну кар'єру.
Працював охоронцем у в'язниці, звідки у 1978 році був звільнений за звинуваченням у крадіжці. Згодом працював сторожем на стадіоні.